# Elio Motors

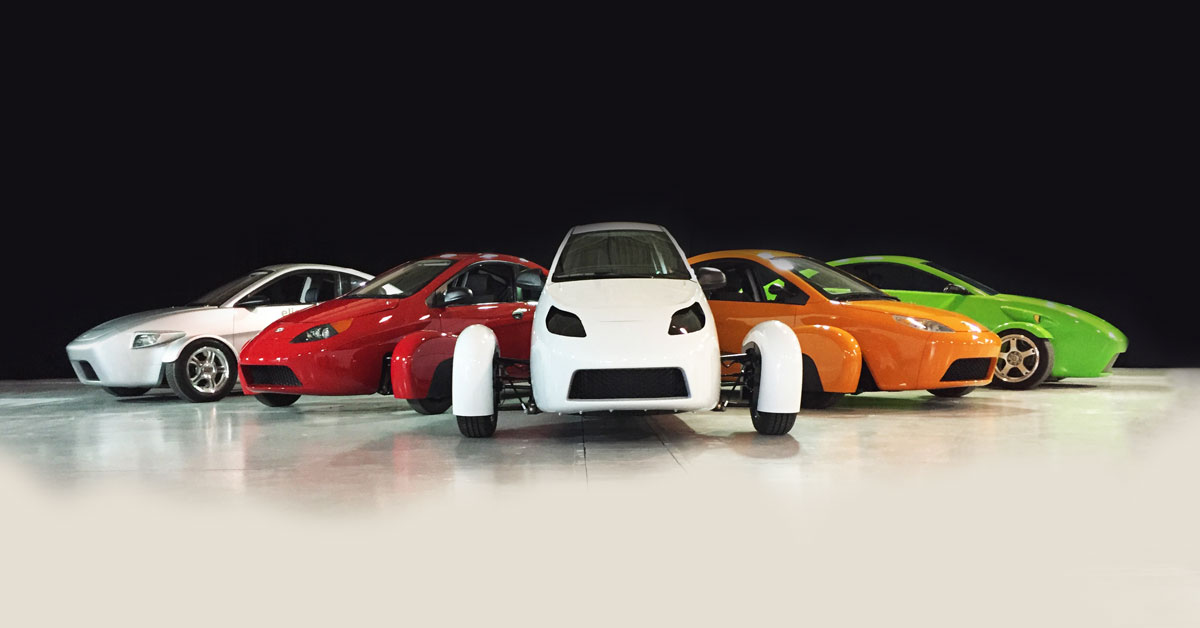
kolejne fazy rozwoju samochodu Elio

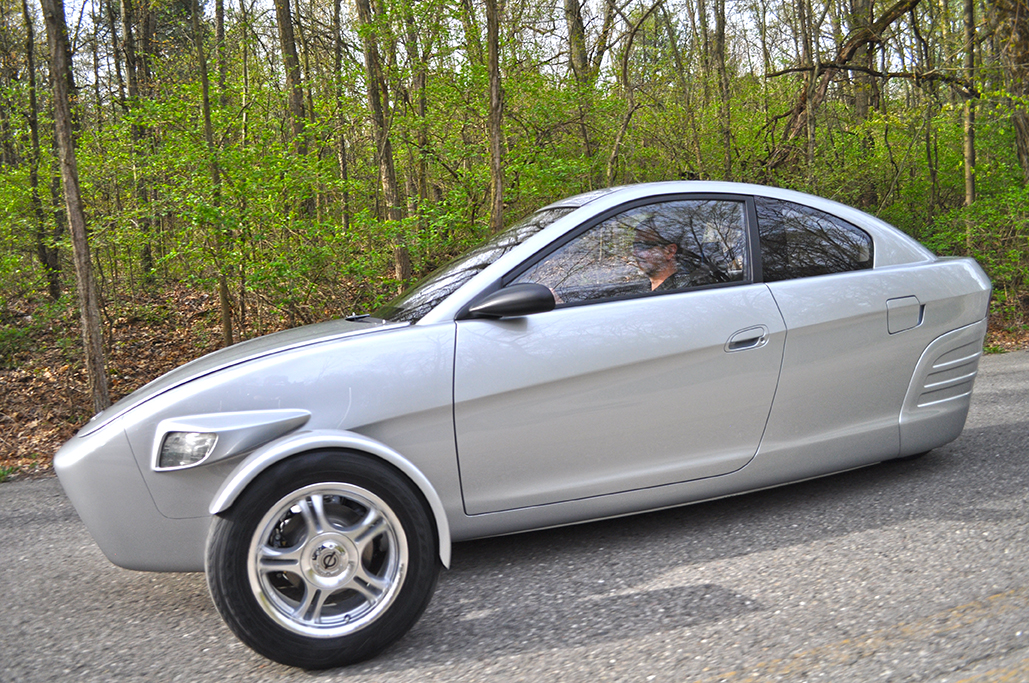
Elio Prototype

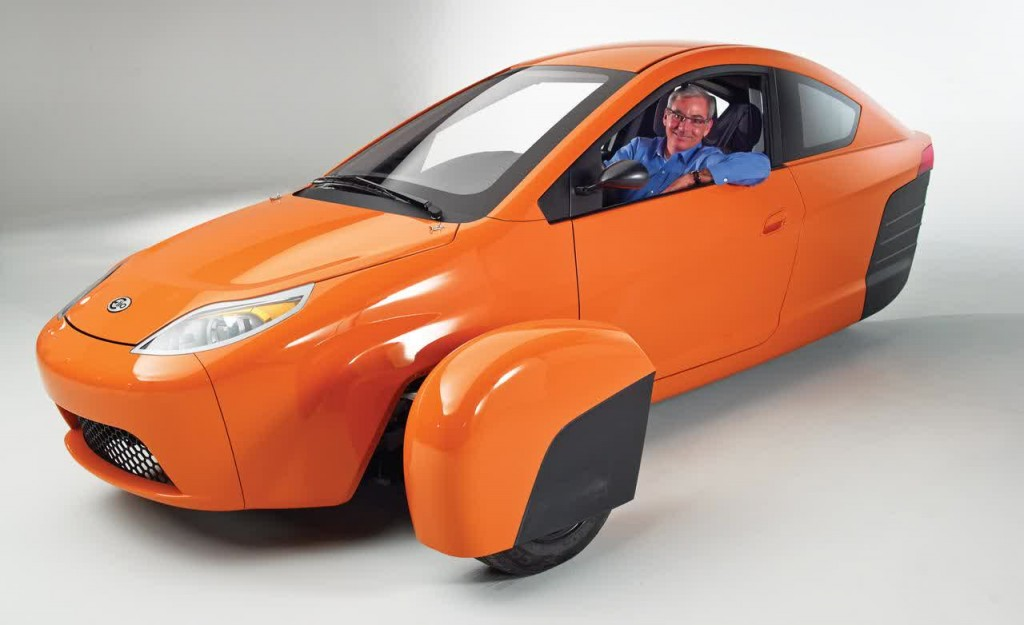
Elio P4

Elio Motors – amerykański startup planujący bez powodzenia produkcję spalinowych i elektrycznych samochodów trójkołowych, z siedzibą w Phoenix, działający w latach 2009–2023.

## Historia

### Początki
Przedsiębiorstwo Elio Motors założone zostało w amerykańskim mieście Phoenix w stanie Arizona w 2009 roku przez byłego kierowcę nowojorskich taksówek i brokera giełdowego Paula Elio, czerpiąc swoją nazwę od nazwiska pomysłodawcy. Firma obrała za cel rozwój niewielkich, trójkołowych samochodów skierowanych do mieszkańców amerykańskich metropolii pozwalających na swobodne manewrowanie i ekonomiczną eksploatację. W styczniu 2013 Elio kupiło dawną fabrykę General Motors w mieście Shreveport w stanie Luizjana, planując tam produkcję swojego pojazdu. Po trwającym 4 lata procesie konstrukcyjnym, w maju 2013 roku Elio przedstawiło swój pierwszy prototyp obrazujący kierunek, w jakim ma zostać zbudowany produkcyjny model.

### P4
W styczniu 2014 roku zadebiutowało rozwinięcie studium z poprzedzającego roku, obrazujące wstępną postać produkcyjnego pojazdu - Elio P4. Podobnie jak prototyp posiadając trzycylindrowy silnik spalinowy konstrukcji General Motors i wąskie, trójkołowe nadwozie, zyskał obszernie przeprojektowane nadwozie. W marcu 2015 roku zdecydowano się opracować nową, tym razem własnej konstrukcji jednostkę napędową charakteryzujący się m.in. lepszą dynamiką. Pod tą postacią samochód został skierowany do produkcji seryjnej, czego realizacja stała się jednak niemożliwa przez kolejne lata.

### Elio-E
We wrześniu 2021 roku po trwającej ponad 2 lata przerwie w informowaniu na temat swojej działalności, Elio Motors ogłosiło, że dalej funkcjonuje. Niewdrożony przez ostatnie 7 lat model P4 mający przez ten czas być spalinowym pojazdem ostatecznie zdecydowano się zmienić w pełni elektryczny o nazwie Elio-E, z początkiem dostaw do klientów wyznaczonym na 2023 rok, bez powodzenia.

### Kontrowersje i krytyka

#### Media
Niepowodzenie w próbach wdrożenia Elio P4 do seryjnej produkcji przekładanych z roku na rok od momentu debiutu w 2014 roku stały się przedmiotem systematycznie mnożących się w amerykańskich mediach kontrowersji. Podczas premiery P4 Paul Elio deklarował, że produkcja rozpocznie się w drugiej połowie 2015 roku. Już na początku 2015 roku jej uruchomienie zostało przesunięte na 2016 rok z powodu braku wystarczających środków, z kolei na początku 2016 roku doszło do kolejnego opóźnienia, tym razem określając początek 2017 roku. Na początku 2017 roku portal Carscoops ujawnił, że w dokumentach amerykańskiej Komisji Papierów Wartościowych Elio Motors wykazało jedynie 101 tysięcy dolarów środków i 123 miliony dolarów deficytu. Firma tłumaczyła się, że przyczyną tego jest rosnąca liczba odsetek i zobowiązań przy spadku aktywów. W maju tego samego roku Elio Motors zdradziło, że potrzebuje 376 milionów dolarów na rozpoczęcie produkcji Elio P4, tym samym znów deklarując kłopoty z jej rozpoczęciem wyznaczonym na 2017 rok.
W 2018 roku Elio Motors w wyniku uznania przez amerykański Departament Energii za projekt spekulacyjny nie otrzymało dotacji, dalej nie będąc w stanie rozpocząć produkcji Elio P4. W ten sposób, firma zwróciła się w stronę kryptowalut w celu poszukiwania funduszy na funkcjonowanie. Produkcja dalej nie rozpoczęła się ani w 2018, ani w 2019, ani w 2020 i 2021 roku, w którym od debiutu modelu P4 minęło 7 lat. Trwającą ponad 2 lata ciszę na temat projektu przerwano we wrześniu 2021 roku, ogłaszając zmianę koncepcji swojego pojazdu na samochód elektryczny, którego wyznaczony początek produkcji określono tym razem na 2023 rok - 8 lat po pierwotnym planie rozpoczęcia produkcji.
W październiku 2021 roku amerykański ogólnopolski portal USA Today opublikowało obszerny artykuł zwracający uwagę na niewiarygodność Elio Motors, wieloletnie opóźnienia w nigdy niezrealizowanej dacie rozpoczęcia produkcji, a także przyjmowanie bezzwrotnych depozytów na niedostarczone do tysięcy klientów samochody. Publikacja zwróciła też uwagę na brak spełnienia obietnicy zapewnienia 1,5 tysiąca nowych etatów w fabryce w Shreveport, szemrane sposoby pozyskania funduszy z branży kryptowalut, a także wcześniejszy nieudany biznes Paula Elio sprzed powstania Elio Motors.

#### Klienci
Koncepcja niewielkiego samochodu trójkołowego o relatywnie niskiej cenie (początkowo 6,8 tysiąca dolarów za podstawowy wariant) i bardzo ekonomicznych parametrach układu napędowego (ok. 2,8 litra/100 kilometrów w trybie mieszanym) wzbudziła duże zainteresowanie. W listopadzie 2015 roku liczba rezerwacji wiążących się z wpłaceniem bezzwrotnego depozytu w kwocie 250 dolarów przekroczyła próg 47 tysięcy, z kolei ich stan na styczeń 2017 roku osiągnął liczbę 62 tysięcy. Pogłębiające się w międzyczasie komplikacje finansowe zmusiły Elio Motors do podwyższenia ceny za podstawowy egzemplarz - początkowo z 6,8 tysiąca do 7,3 tysiąca dolarów, a potem do 7,45 tysiąca. W lipcu 2017 roku stanowa komisja w Luizjanie, gdzie ulokowana jest fabryka Elio Motors, nałożyła na firmę karę 545 tysięcy dolarów za przyjmowanie bezzwrotnych depozytów bez posiadania stosownej licencji na takie praktyki.
Konsekwentne opóźnienia w dacie rozpoczęcia produkcji i mnożące się informacje medialne o kłopotach finansowych firmy zaczęły wywoływać niecierpliwość wśród klientów. Pogłębiło je zaprzestanie aktualizacji strony internetowej, profilu Facebookowego i kampanii mailingowych jesienią 2019 roku. Niektórzy nabywcy oceniając, że nie doczekają się dostawy samochodów, na które wpłacili bezzwrotne depozyty, zaczęli domagać się ich zwrotu, co w styczniu 2020 roku udało się mieszkańcowi Phoenix. W mediach społecznościowych jak Facebook czy Reddit popularność zdobyły wątki gromadzące opinie i spostrzeżenia dowodzące na to, że Elio Motors jest oszustwem, które nigdy nie dostarczy gotowego pojazdu.
We wrześniu 2021 roku, po przerwaniu dwuletniej ciszy na temat Elio Motors, firma ogłosiła nową cenę wywoławczą za najtańszy egzemplarz swojego model aktualnie nazwanego Elio-E – wzrosła ona ponad dwukrotnie z ostatniej wartości 7,45 tysiąca dolarów do 14,9 tysiąca dolarów. Rok później, przedsiębiorstwo zakończyło działalność po 13 latach, braku realizacji żadnego z planów i kontrowersjach w sprawie losów środków, które niedoszli nabywcy wpłacili na rzecz nieuczciwego przedsiębiorcy.

## Modele samochodów

### Historyczne
- P4 (2017)
- E (2021)

### Studyjne
- Elio Prototype (2013)